# Suō-Ōshima
Suō-Ōshima (周防大島町?) è una cittadina giapponese della prefettura di Yamaguchi.